# Антимистецтво
Антимистецтво - це термін, що Марта використовується на позначення ряду понять і відносин, які відкидають попереднє визначення мистецтва, та це поняття в цілому. Антиарт має на меті відмовитись від прибуткового погляду на мистецтво. Цей термін пов'язаний з Дадаїстським рухом, і приписується Марселю Дюшану, який ще перед Першою світовою війною почав демонструвати так звані "готові предмети" як приклад мистецтва. 
Зразки антиарту можуть як набувати форми мистецтва, так і відкидати її. Загалом, антимистецтво відмовляється лише від деяких аспектів мистецтва. Залежно від ситуації, антимистецькі роботи можуть відхиляти загальноприйняті художні стандарти. 
Вони також можуть не приймати поняття арт-ринку та високого мистецтва. Іноді вони можуть відмовлятися від індивідуалізму в мистецтві. Антиарт відкидає універсальність та загальність, як загальноприйняті аспекти мистецтва, а деякі його форми цілком відкидають мистецтво як таке. Іноді роботи в стилі "антиарт" можуть не визнавати мистецтво окремою сферою чи галуззю діяльності.
Антимистецькі твори не визнають мистецтво з репресивним характером стосовно певної верстви населення.
Антиарт висловлює незгоду з загальноприйнятим відмежуванням мистецтва від життя. Власне, антимистецькі роботи порушують питання існування мистецтва взагалі. Йому часто приписують назву "парадоксального неологізму", оскільки його явні опозиційні настрої до мистецтва збігаються з засадами мистецтва XX ст, так званого сучасного мистецтва, зокрема художніх рухів, які прагнули порушити усталені традиції та інститути. Однак, сам по собі антиарт не є окремим напрямком у мистецтві. Це, як правило, підтверджується часовим проміжком, який він охоплює - він довший, ніж той, що зазвичай притаманний мистецьким рухам. Хоча, деякі мистецькі рухи таки носять назву "антимистецтво". Дадаїстський рух, як правило, вважається першим антимистецьким рухом, а власне термін "антиарт" вперше ввів дадаїст Марсель Дюшан приблизно у 1914 році, і його "готові предмети" вважаються ранніми прикладами антимистецьких робіт. Теодор В. Адорно в своїй "Естетичній теорії" (1970) заявив, що "... навіть знищення мистецтва є своєрідним проявом поваги до нього, оскільки воно приймає істини мистецтва цілком серйозно". 
Антиарт визнається в світі як напрям мистецтва, хоча дехто, наприклад Стакістські митці, які іменують себе анти-антимитцями, досі не вважають "готові предмети" Дюшана, зразками мистецтва.